# Cova d'en Xoroi

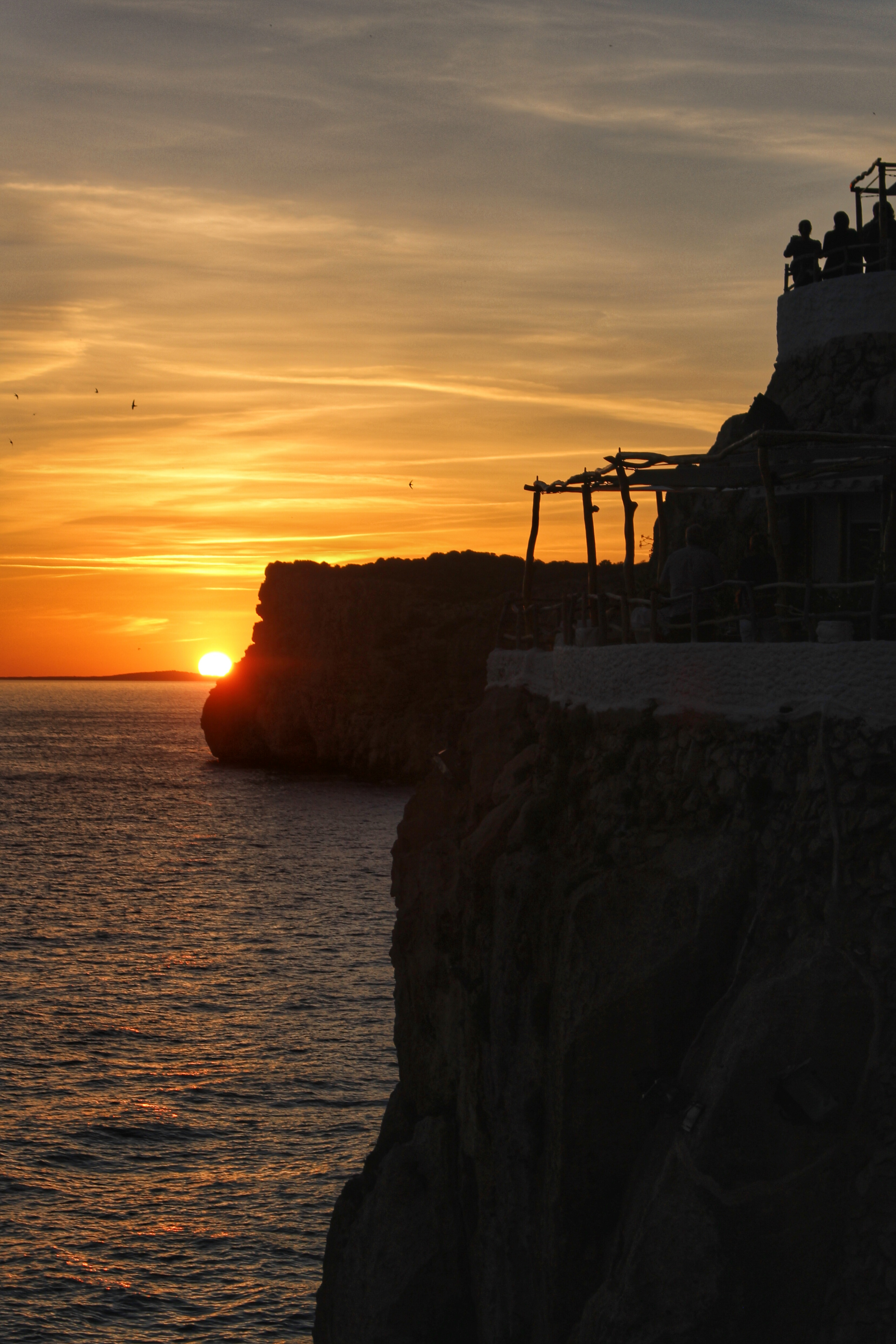
Posta de sol des de la Cova d'en Xoroi

La cova d'en Xoroi és una gruta natural que es troba a l'illa de Menorca, concretament a la urbanització de cala en Porter, que forma part del terme municipal d'Alaior i que subsisteix principalment gràcies al turisme. La cova d'en Xoroi és actualment un local habilitat com a bar diürn, i discoteca nocturna. És un gran enclavament turístic, ja que està localitzada en un indret molt especial, a la caiguda recta d'un penya-segat sobre l'aigua, a la costa sud de l'illa. Té uns grans finestrals naturals, obertures de pedra que permeten veure una gran porció de l'horitzó sobre la Mediterrània, i en dies clars, l'illa de Mallorca.

## Llegenda
El que dona a aquest indret un caràcter històric és la llegenda amb què es relaciona. En aquesta cova natural, no s'hi han trobat restes de vida prehistòrica, però sí que s'ha construït una llegenda basada en els temps en què Menorca fou colonitzada pels àrabs. La llegenda explica que el "moro Xoroi" raptà una jove d'Alaior a punt de casar-se i se l'endugué a la cova. Passaren mesos i anys, i un dia d'hivern, durant una nevada, les seves petjades a la neu permeteren de seguir-ne el rastre, i un grup de gent entrà a la cova. Trobaren, segons la llegenda, que en Xoroi i la jove havien tingut tres fills. En veure's acorralats, en Xoroi i el seu fill major varen saltar pel penya-segat, i la dona i la resta dels seus fills, conduïts al poble d'Alaior, on es diu que encara en queden descendents.